# Steve Russell
Steve "Slug" Russell é um programador e cientista da computação estadunidense, mais conhecido por sua criação de Spacewar!, um dos primeiros videogames, em 1961, com os colegas da Tech Model Railroad Club no MIT trabalhando em um DEC Digital PDP-1.

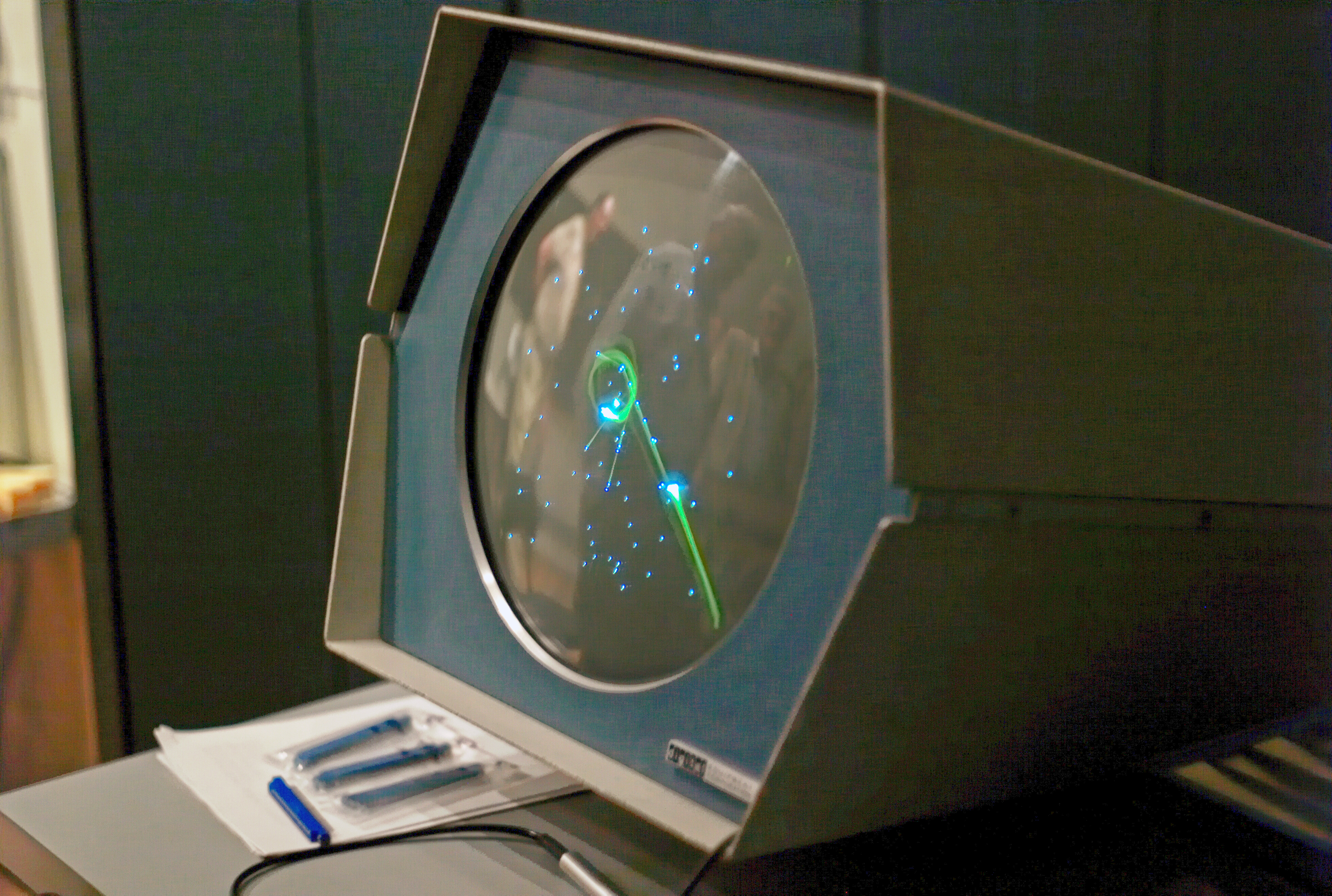
Spacewar! no Computer History Museum em um PDP-1, 2007

Embora haja algum debate sobre a primazia em relação ao conceito de jogos baseados em computador em geral, Spacewar! Foi, sem dúvida, o primeiro a ganhar reconhecimento generalizado, e é geralmente reconhecido como o primeiro dos jogos do gênero "shoot-'em' up".
Steve Russell escreveu as duas primeiras implementações de Lisp para o IBM 704. Foi Russell que percebeu que o conceito de função universal poderia ser aplicado para a linguagem; através da aplicação do avaliador Lisp universal em uma linguagem de baixo nível, tornou-se possível criar o interpretador Lisp (o trabalho anterior de desenvolvimento da linguagem se concentrou na compilação da linguagem). Ele inventou a continuação (continuation) para resolver um problema de recursão dupla para um dos usuários de sua implementação Lisp.
Steve Russell foi educado no Dartmouth College no período de 1954-1958.